# NGC 4076
NGC 4076 је спирална галаксија у сазвежђу Береникина коса која се налази на NGC листи објеката дубоког неба.
Деклинација објекта је + 20° 12' 16" а ректасцензија 12h 4m 32,6s. Привидна величина (магнитуда) објекта NGC 4076 износи 13,5 а фотографска магнитуда 14,3. NGC 4076 је још познат и под ознакама UGC 7061, MCG 3-31-34, CGCG 98-46, CGCG 128-12, IRAS 12019+2029, PGC 38209.